# Hotel Continental (Ciudad Ho Chi Minh)
El Hotel Continental  (en vietnamita: Khách sạn Continental) es un hotel en la ciudad Ho Chi Minh, en el sur de Vietnam. Fue llamado así por el Hôtel Continental en París, y se encuentra en Distrito 1, el espacio central de negocios de la ciudad. El hotel está situado en la calle Dong Khoi, junto a la Ópera de Saigón y fue construido en 1880 durante el período colonial francés por Pierre Cazeau. En 1911 fue vendido al Duque de Montpensier. El hotel es propiedad de la empresa estatal Turismo Saigón. Durante la Segunda Guerra Mundial las revistas Time y Newsweek instalaron sus oficinas en las plantas primera y segunda del hotel respectivamente. Graham Greene pasó largas temporadas en el hotel, y lo cita en El americano impasible. Otros ilustres huéspedes fueron André Malraux, Jacques Chirac, Rabindranath Tagore o Mahathir Mohamad. El hotel ha sido reformado durante los últimos años, mientras que todavía mantiene la esencia de su arquitectura y estilo original.